# Normandy Park
Normandy Park az Amerikai Egyesült Államok északnyugati részén, Washington állam King megyéjében elhelyezkedő város. A 2010. évi népszámlálási adatok alapján 6335 lakosa van.

## Történet
A települést a Seattle–Tacoma Land Company hozta létre az 1920-as években; a cég a jachtkikötő mellett két közösségi ház létrehozását tervezte. Az épületek vízellátását kutakból biztosították.
A gazdasági válság miatt a projektet leállították, azonban az 1940-es és 1950-es években számos új lakás épült. Normandy Park 1953. június 8-án kapott városi rangot.

## Népesség
A 2010-es népszámláláskor a városnak 6335 lakója, 2620 háztartása és 1835 családja volt. A népsűrűség 979,1 fő/km2. A lakóegységek száma 2838, sűrűségük 438,6 db/km2. A lakosok 86,4%-a fehér, 0,8%-a afroamerikai, 0,9%-a indián, 5,9%-a ázsiai, 0,3%-a a Csendes-óceáni szigetekről származik, 1,3%-a egyéb, 4,4%-a pedig kettő vagy több etnikumú. A spanyol vagy latino származásúak aránya 5,2% (   )
A háztartások 28,4%-ában élt 18 évnél fiatalabb. 60,3% házas, 7,3% egyedülálló nő, 3% egyedülálló férfi, 29,4% pedig nem család. 25,2% egyedül élt; 13,3%-uk 65 éves vagy idősebb. Egy háztartásban átlagosan 2,42 személy élt; a családok átlagmérete 2,88 fő.
A medián életkor 48,7 év volt. A város lakóinak 20,4%-a 18 évesnél fiatalabb, 5,7% 18 és 24 év közötti, 17,8%-uk 25 és 44 év közötti, 35%-uk 45 és 64 év közötti, 21,2%-uk pedig 65 éves vagy idősebb. A lakosok 48,8%-a férfi, 51,2%-a pedig nő.

## Nevezetes személy
- John Roderick, zenész[8]

## Fordítás
- Ez a szócikk részben vagy egészben  a   Normandy Park, Washington című angol Wikipédia-szócikk ezen változatának fordításán alapul.  Az eredeti cikk szerkesztőit annak laptörténete sorolja fel. Ez a jelzés csupán a megfogalmazás eredetét és a szerzői jogokat jelzi, nem szolgál a cikkben szereplő információk forrásmegjelöléseként.